# О’Каллаган, Пэт
Пэт О’Каллаган (англ. Patrick O'Callaghan; 15 сентября 1905, Кантёрк, Манстер — 1 декабря 1991, Клонмел, Манстер) — ирландский легкоатлет, метатель молота, двукратный чемпион летних Олимпийских игр. Первый олимпийский чемпион в истории независимой Ирландии.
Родился в 1906 году в спортивной семье, с детства беря пример с двух старших братьев, стал заниматься гэльским футболом и лёгкой атлетикой. В 15 летнем возрасте поступил в Академию в Маллоу, пригороде Корка, по окончании которой продолжил обучение на медицинский факультет Роял Колледжа в Дублине. После окончания, которого в 1926 году поступил на службу в ВВС Великобритании, в медицинский корпус. В 1928 году вернулся в Ирландию, в город Клонмел, где стал заниматься частной медицинской практикой.
Метательными дисциплинами лёгкой атлетики начал заниматься с 1926 года, сосредоточив усилия на метании диска и молота. Уже в 1927 году он выиграл чемпионат Ирландии, повторив свой успех на следующий год, он получил право представлять Ирландию на предстоящих Олимпийских играх, на которых стал лучшим метателем молота, и первым олимпийским чемпионом в истории Ирландии. На Олимпийские игры 1932 года О’Каллаган отправлялся в ранге рекордсмена Европы и явного фаворита, ранг он оправдал, став двукратным олимпийским чемпионом. Из большого спорта ушел в 1936 году, однако в качестве гостя посещал все летние Олимпиады до 1988 года. До 1984 года продолжал заниматься частной медицинской практикой в городе Клонмел. Скончался 1 декабря 1991 года.
Лучший результат — 59,56 м — мировой рекорд. Установлен в 1937 году, однако не был официально признан федерацией лёгкой атлетики.